# Néstor Togneri
Néstor Rubén Togneri (né le 27 novembre 1942 à General San Martín en Argentine et mort le 8 décembre 1999 dans la même ville) est un joueur de football international argentin, qui évoluait au poste de défenseur et de milieu, avant de devenir ensuite entraîneur.

## Biographie

### Carrière de joueur

#### Carrière en club
Avec le club de l'Estudiantes de La Plata, il remporte quatre titres internationaux : trois Copa Libertadores, une Coupe intercontinentale, et enfin une Copa Interamericana.

#### Carrière en sélection
Avec l'équipe d'Argentine, il joue un match, sans inscrire de but, en 1974. 
Il figure dans le groupe des sélectionnés lors de la Coupe du monde de 1974. Lors du mondial organisé en Allemagne, il ne joue aucun match.

## Palmarès
Estudiantes
| - Championnat d'Argentine (1) : - Champion : 1967 (Metropolitano). - Vice-champion : 1968 (Metropolitano). - Copa Libertadores (3) : - Vainqueur : 1968, 1969 et 1970. - Finaliste : 1971. |  | - Coupe intercontinentale (1) : - Vainqueur : 1968. - Finaliste : 1969 et 1970. - Copa Interamericana (1) : - Vainqueur : 1968. |